# Harley (Ontario)
Harley es un municipio canadiense situado en la provincia de Ontario.

## Superficie
Harley tiene una superficie de 92,34 km².

## Demografía
En 2021, tenía 524 habitantes, una densidad poblacional de 5,7 hab./km², y 200 viviendas.